# 顾作霖

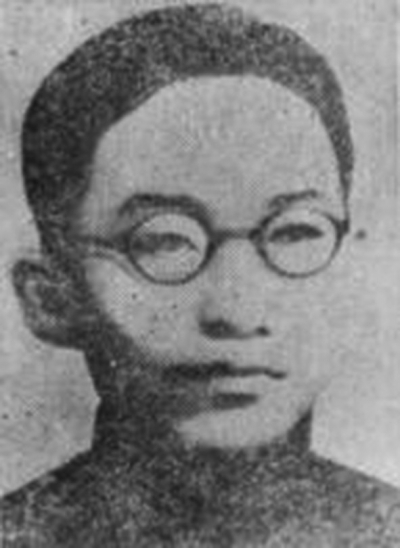
顾作霖

顾作霖（1908年1月—1934年5月28日），原名冬荣，男，江苏嘉定（现属上海）人，中共早期领导人之一。

## 生平
顾作霖是江苏省嘉定县（现属上海）徐行镇顾家泾角人。1922年夏，考取南京东南大学附中（现南师附中）。1925年8月，到上海考入暨南大学，后转入中国共产党开办的上海大学，选读社会学系，同年冬加入中国共产主义青年团。1926年初，转为中国共产党党员，后任杨树浦部委书记、共青团上海沪东区委书记、浦东区委书记、江苏省委组织部部长等职。
1926年11月，任中共江浙区职工运动委员会委员，次年3月参与上海工人第三次武装起义。四一二事件后，顾作霖转入地下工作，担任共青团江苏省委书记。同年8月，任中共山东省委委员、共青团山东省委书记。
1928年5月，顾作霖被选为中共山东省委常委，后被选为共青团中央委员。1929年4月，顾作霖调任中共江苏省委委员、共青团江苏省委书记，后任共青团湖北省委书记、团中央组织部长。
1931年1月，参加中共六届四中全会，3月进入中央苏区，任中共苏区中央局委员，共青团中央书记兼共青团苏区中央局书记、列宁团校校长。1932年10月的宁都会议上，顾作霖与任弼时、项英批判毛泽东。1933年4月，顾作霖任中共闽赣省委书记。不久国民革命军对中央苏区发起第五次围剿，攻占黎川。顾作霖借黎川失守，又猛烈批判萧劲光，致使萧劲光被判入狱。
1934年中共六届五中全会上当选为中共中央委员、政治局委员。1934年1月，在第二次全国苏维埃代表大会上当选为第二届苏维埃中央执行委员会委员。会后，任中国工农红军总政治部代理主任兼红一方面军野战政治部主任。
1934年5月，国民革命军大举进攻广昌县，顾作霖与博古、朱德等亲临前线督战。顾作霖此时突然发病，送回瑞金后医治无效，于1934年5月28日去世。